# René Rast
René Rast (Minden, 26 de outubro de 1986) é um automobilista alemão que atualmente é piloto de fábrica da BMW. Compete na Deutsche Tourenwagen Masters desde 2016, sendo campeão da categoria nos anos de 2017, 2019 e 2020. Anteriormente, foi piloto de fábrica da Audi de 2009 a 2022. Competiu na Fórmula E por três temporadas, estreando pela Audi Sport ABT Schaeffler em 2020 e depois se transferindo para a McLaren em 2022–23. Além do tricampeonato da DTM, Rast também foi tricampeão da Porsche Supercup nos anos de 2010, 2011 e 2012, bicampeão da Porsche Carrera Cup alemã em 2008 e 2012, e foi campeão da ADAC GT Masters de 2014.

## Biografia
René Rast cresceu em Hanôver, desenvolvendo interesse por velocidade desde a infância. Ele possui um relacionamento de longa data com Diana Radeke, com quem se casou em outubro de 2021. O casal teve seu primeiro filho, Liam James, em 28 de outubro de 2016, e em 5 de outubro de 2023, nasceu seu segundo filho, Joah. A família vive em Bregenz, no lado austríaco do Lago de Constança.
René é vegetariano e admira o tricampeão de Fórmula 1 Ayrton Senna e o boxeador Muhammad Ali.

## Carreira

### Kart
Rast começou a competir profissionalmente no kart em 1996, aos 10 anos, disputando competições nacionais antes de vencer o North German ICA Junior Kartcup de 2001. Em 2002, seu último ano no kart, ele venceu a copa alemã ICA Junior. Dentre seus rivais nessa época, estava o futuro tetracampeão de Fórmula 1 Sebastian Vettel.

### Fórmula BMW
Em 2003, Rast fez sua transição para os monopostos, competindo na Fórmula BMW ADAC pela equipe KUG/Dewalt Racing. Em seu ano de estreia, Rast só pontuou três vezes, tendo um quinto lugar em Adria como melhor resultado, e se classificou em 18º lugar, com catorze pontos. Dentre os estreantes, Rast foi o nono colocado, sendo superado por nomes como Átila Abreu e Vettel. Rast seguiu na categoria em 2004, mas enfrentou ainda mais dificuldades, pontuando apenas uma vez com o décimo lugar em Hockenheim e ficando na vigésima segunda colocação. Anos mais tarde, Rast afirmou que nunca teve "um bom orçamento, uma boa equipe ou um bom resultado".

### Turismo
Desiludido com os monopostos, Rast migrou para o turismo, competindo na Volkswagen Polo Cup em 2005. Em seu ano de estreia na categoria monomarca, Rast fez uma campanha dominante, sendo campeão em sua única tentativa. Seu sucesso o levou a ser selecionado para fazer parte do programa de desenvolvimento ADAC Stiftung Sport. Em 2006, Rast disputou a SEAT León Supercopa alemã, sendo vice-campeão.
Rast competiu na ADAC GT Masters entre 2010 e 2014, tendo conquistado o título em sua última temporada.

### Porsche Supercup

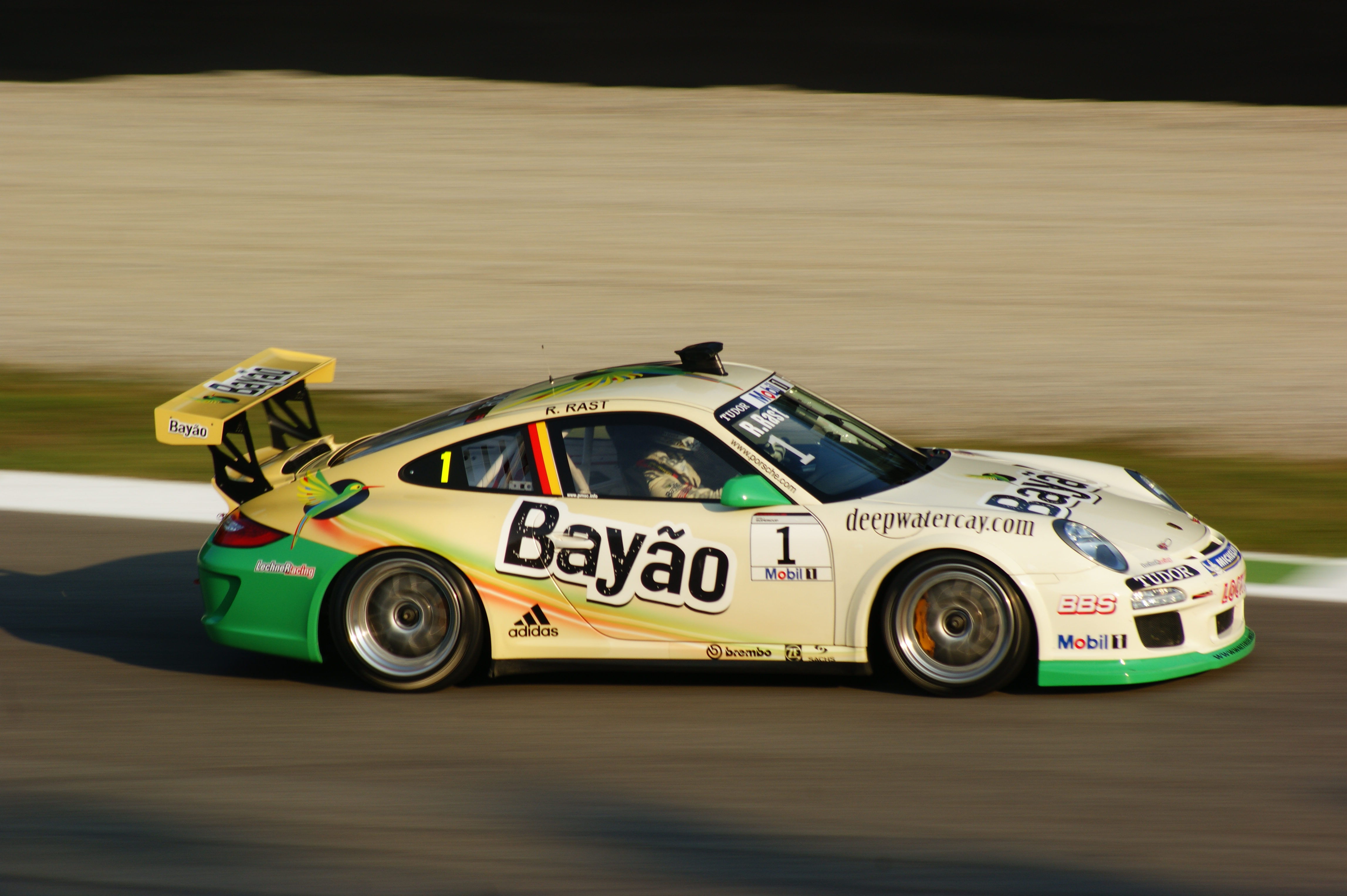
Rast na etapa de Monza da Porsche Supercup de 2011

Em 2007, Rast passou para as categorias de carros esportivos. Naquele ano, ele estreou na Porsche Supercup pela equipe Veltins MRS Racing, onde correu até 2009, conseguindo seis vitórias. Em 2010, mudou-se para a equipe Al Faisal Lechner Racing, com a qual conquistou quatro vitórias e sete pódios em dez etapas, sendo campeão pela primeira vez. No ano seguinte, retornou à Veltins e foi bicampeão acumulando cinco vitórias e oito pódios em onze corridas. Em 2012, seu último ano na categoria, foi para a Lechner Racing, com quem conquistou o tricampeonato de forma dominante, ao somar cinco vitórias e sete pódios em oito corridas.
Paralelamente, Rast correu na Porsche Carrera Cup Alemã, tendo sido campeão em 2008 e bicampeão em 2012.

### Corridas de resistência

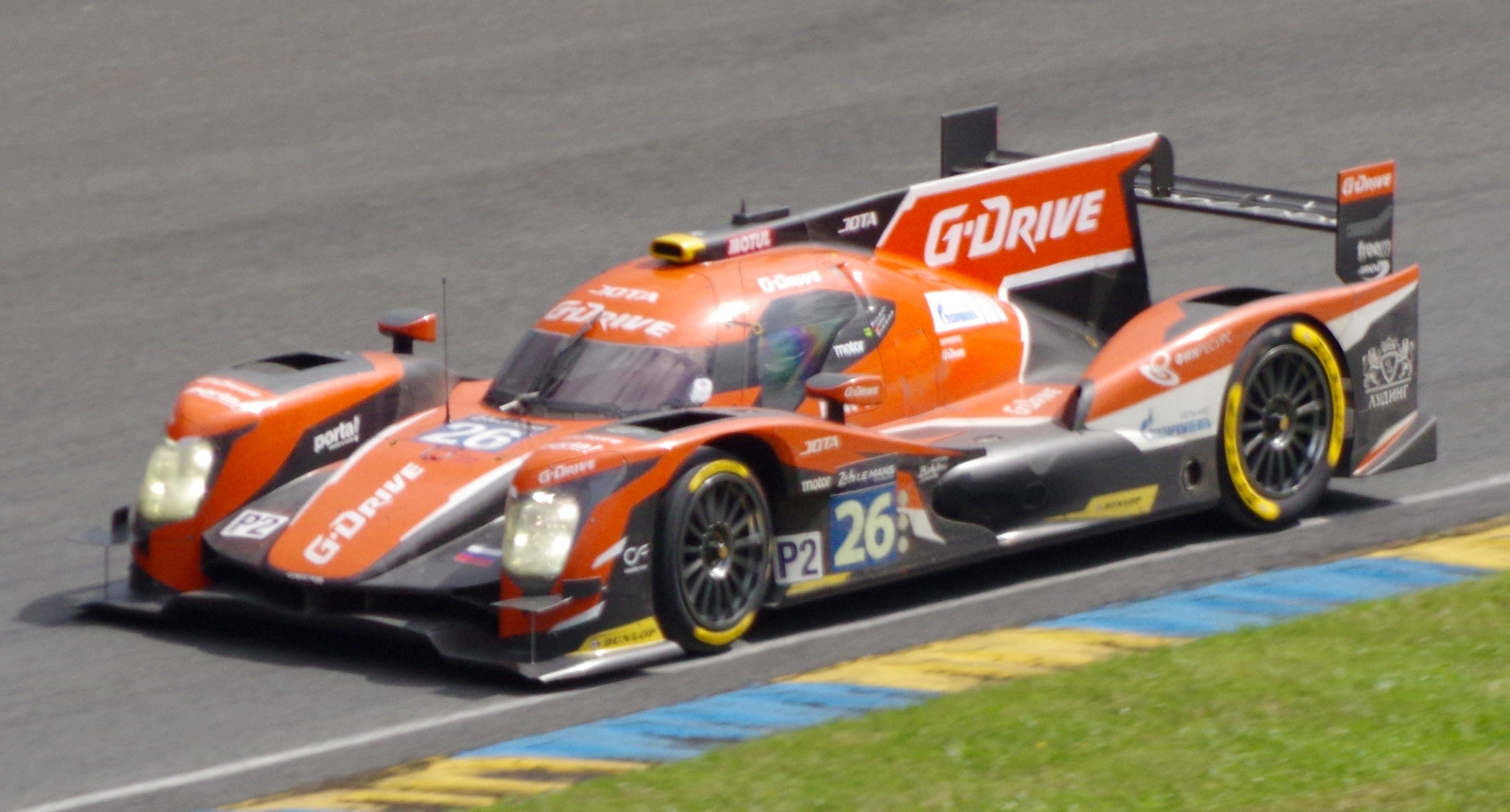
Carro pilotado por Rast nas 24 Horas de Le Mans de 2016

Rast venceu as 24 Horas de Daytona com a Audi na categoria GT em 2012 e 2016. Dois anos depois, em 2014, participou das 24 Horas de Le Mans na categoria LMP2: com seus companheiros de equipe, Rast chegou em oitavo na geral e em quarto na sua categoria. Em 2015, com a Audi, participou de duas corridas do WEC na categoria LMP1, as 6 Horas de Spa-Francorchamps e as 24 Horas de Le Mans.
Em 2016 competiu de forma integral no Mundial de Endurance com a G-Drive na categoria LMP2, conquistando o segundo lugar nas 24 Horas de Le Mans e a sua primeira vitória no nas 6 Horas do Bahrein, numa corrida onde largou do fundo do grid.

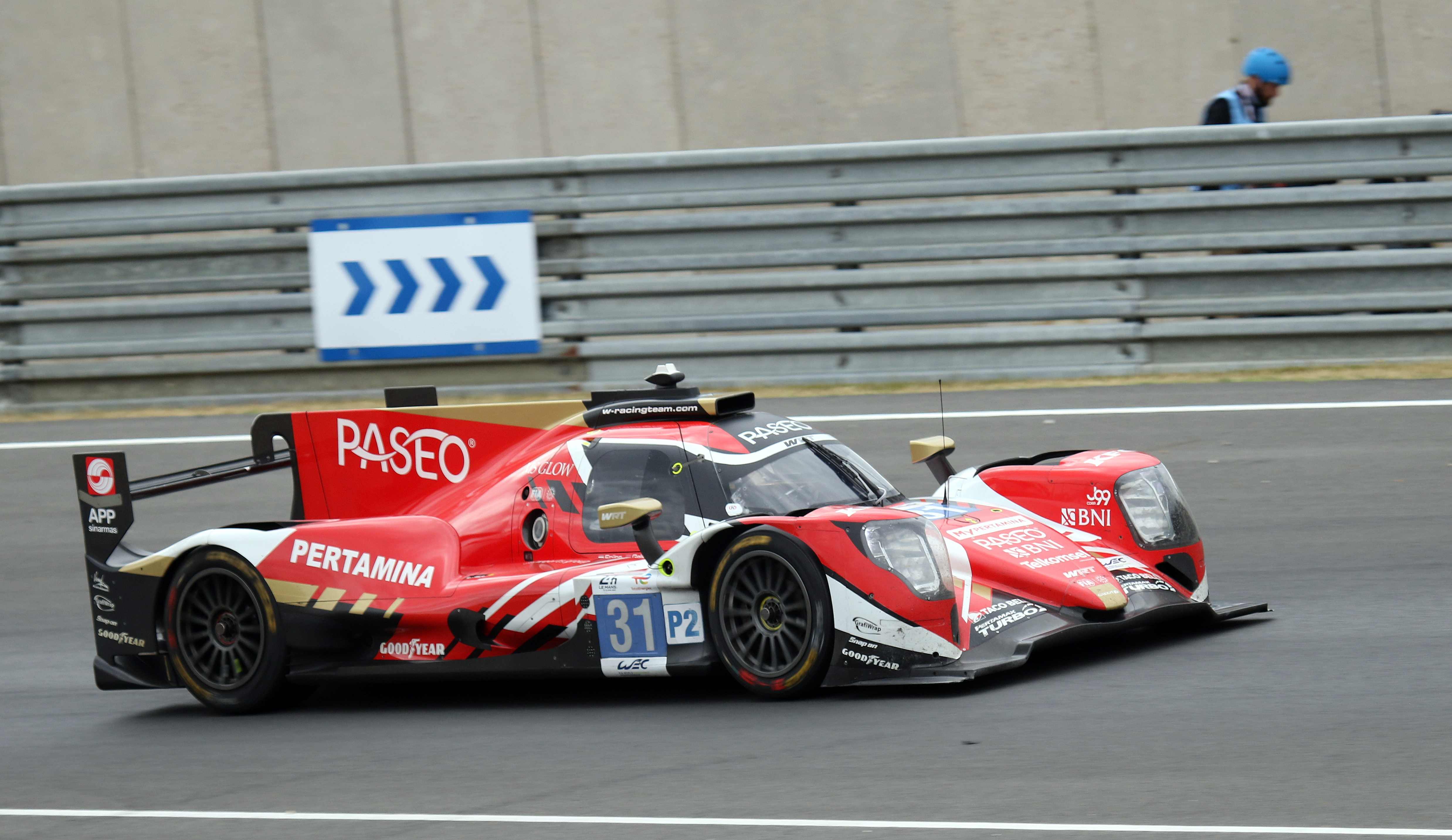
Carro de Rast nas 24 Horas de Le Mans de 2022

Em 2022, Rast voltou a competir na classe LMP2 do Campeonato Mundial de Endurance após seis anos, se juntando à equipe Team WRT e tendo como companheiros de equipe Sean Gelael e Robin Frijns. A primeira vitória da temporada veio nas 6 Horas de Spa após uma corrida na chuva . No mesmo ano ele voltou a correr em Daytona, desta vez na categoria LMP2 com a equipe G-Drive Racing, ao lado de Oliver Rasmussen, François Heriau e Ed Jones.

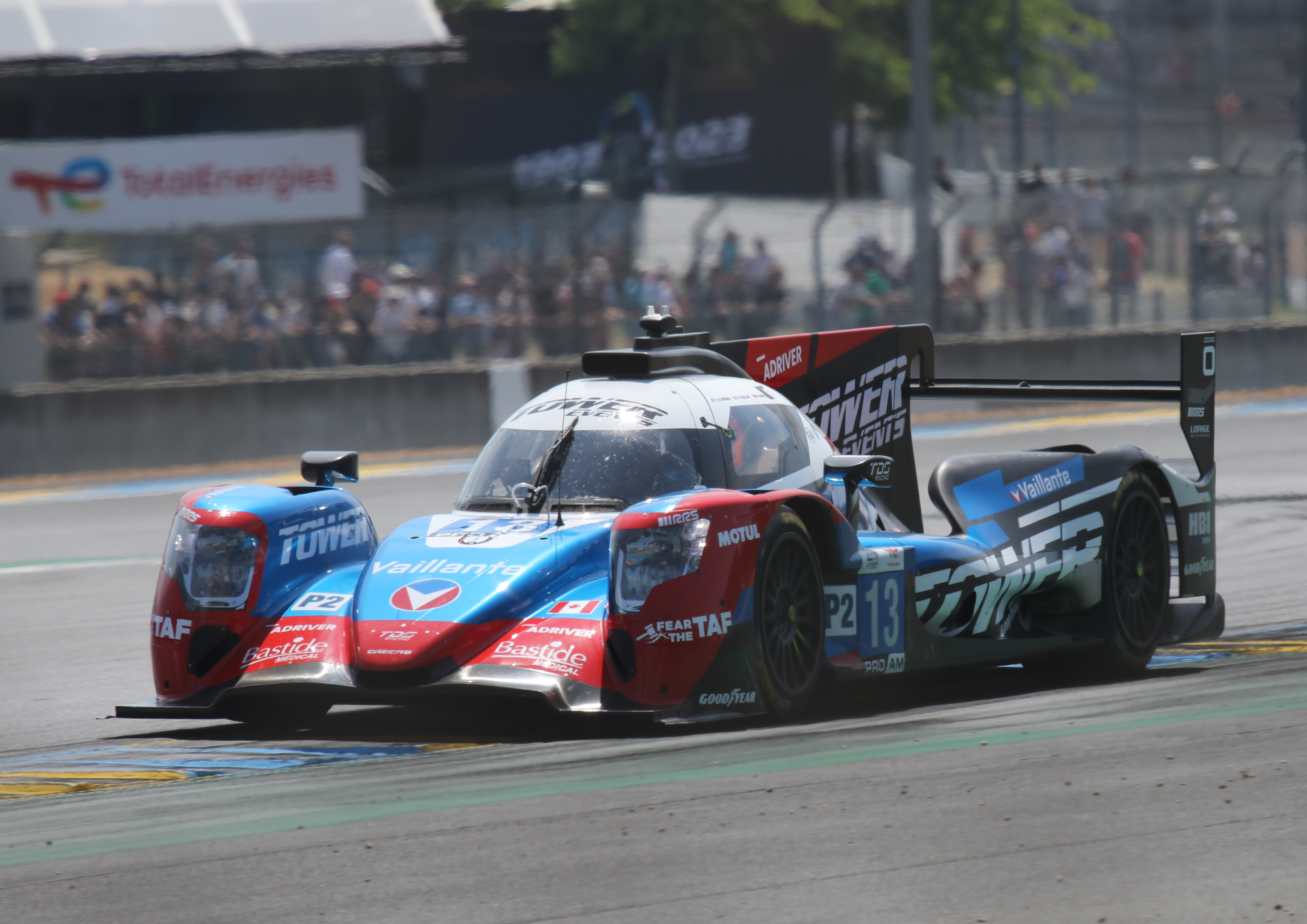
Carro que Rast guiou nas 24 Horas de Le Mans de 2023

Em 12 de outubro de 2021, Rast anunciou que a partir de 2023, ele seria piloto oficial da Audi, guiando o novo LMDh no Campeonato Mundial de Endurance junto com Nico Müller. Mas em julho de 2022, a marca alemã congela seu programa, adiando a estreia de Rast. Isso levou o alemão a optar por deixar a Audi após 12 anos, com o intuito de correr com o projeto LMDh da BMW. René teve sua experiência com a nova equipe de fábrica em agosto de 2022, ao testar o novo BMW M Hybrid V8 no circuito de Aragão.
Em 2023, correu as 24 Horas de Le Mans com a Tower Motorsports ao lado dos estadunidenses Ricky Taylor e Steven Thomas, mas não terminou a prova. Sua estreia no WEC em tempo integral com a BMW se deu em 2024, quando ele dividiu o BMW M Hybrid V8 número 20 com Sheldon van der Linde e Robin Frijns. Pontuaram apenas nas duas primeiras etapas do ano, com o destaque sendo o sexto lugar em Ímola. Rast seguiu com a BMW em 2025, ano que marcou o primeiro pódio do carro nº 20, conquistado com o segundo lugar em Ímola.

### DTM
Em 2016, Rast debutou na Deutsche Tourenwagen Masters, ao disputar a corrida 2 da rodada de Zandvoort pela Audi Sport Team Rosberg, substituindo às pressas o lesionado Adrien Tambay. Rast retornou pela Phoenix, outra equipe ligada à Audi, durante a rodada final em Hockenheim, pontuando pela primeira vez na corrida 1, onde foi sexto colocado.

Em dezembro de 2016, a equipe Audi de Keke Rosberg anunciou Rast como um dos pilotos que disputariam toda a temporada de 2017. Pilotando o Audi RS5 DTM, Rast alcançou seu primeiro pódio na terceira corrida do ano, ao ser terceiro na primeira corrida em Lausitz. Sua primeira vitória veio na corrida 2 em Hungaroring, com ele batendo o bicampeão Mattias Ekström. Além dessa, Rast teve mais duas vitórias: em Moscou, de onde partiu da pole, e no Red Bull Ring, beneficiado pela quebra de Jamie Green. E graças ao segundo lugar na última corrida, Rast se tornou campeão com apenas três pontos de vantagem sobre Ekström, que ficou com o vice.

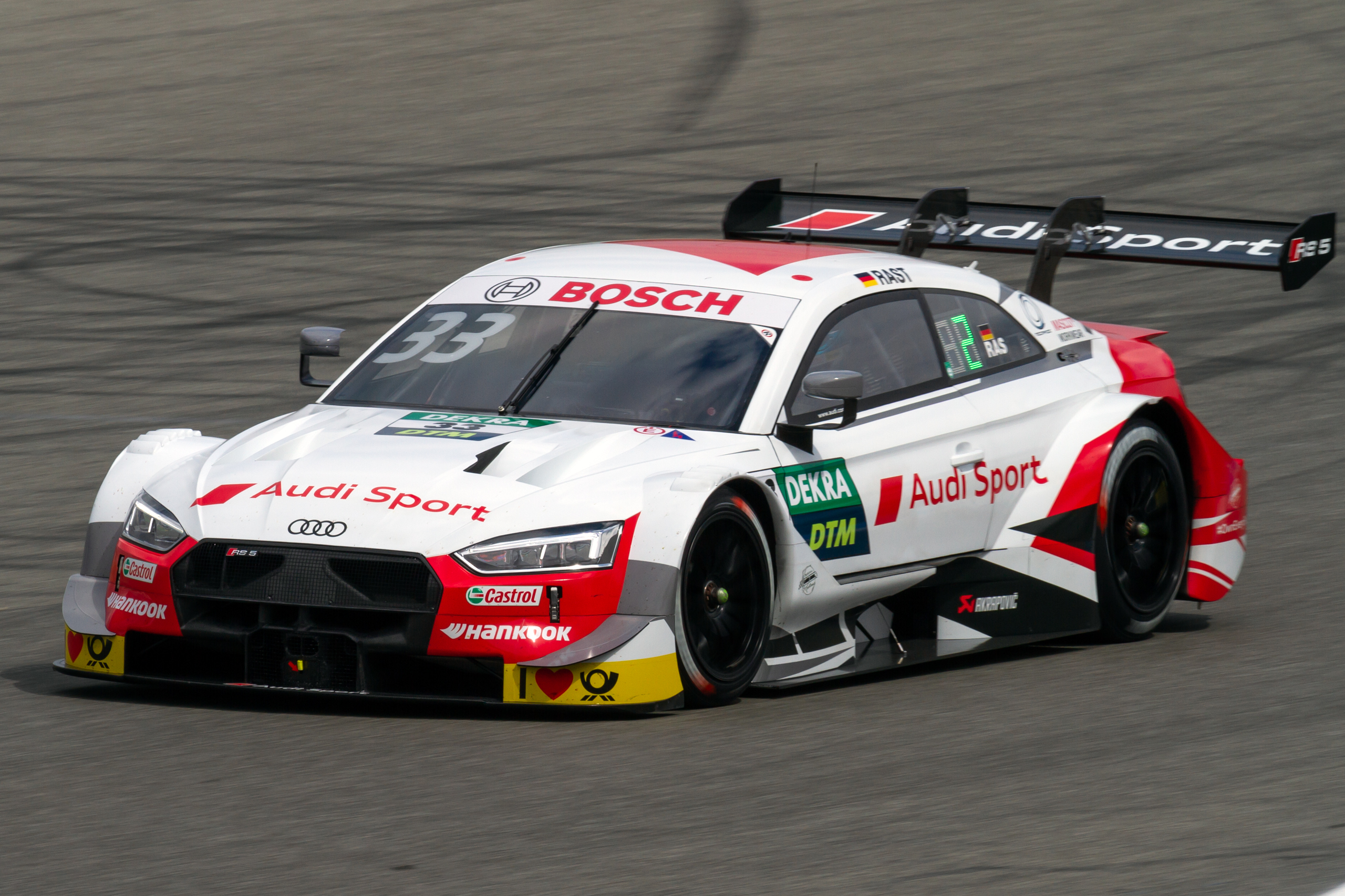
Carro de Rast na DTM em 2019.

Seguiu na Team Rosberg para 2018. Após um início difícil com resultados pouco entusiasmados, iniciou uma sequência positiva que o levou a terminar a temporada com sete vitórias, incluindo a corrida que encerrou o ano, mas essas vitórias não foram suficientes para confirmá-lo como campeão, com Rast ficando com o vice, a apenas quatro pontos do campeão Gary Paffett. Para a temporada seguinte, Rast foi confirmado pela Audi, que trouxe o novo Audi RS5 Turbo DTM. O alemão foi ainda mais dominante, vencendo seis corridas e subiu ao pódio mais cinco vezes, sendo bicampeão de forma antecipada em Nürburgring, onde foi terceiro, e encerrando com uma diferença de 71 pontos sobre Nico Müller.
Em 2020, Rast começou vendo Müller emendar uma sequência de três vitórias nas três primeiras corridas do ano, mas o alemão logo se recompôs, vencendo sete corridas, incluindo uma em Zolder, que ele bateu o ex- piloto de Fórmula 1 Robert Kubica, e a que encerrou a temporada, em Hockenheim, que lhe garantiu o tricampeonato da DTM, com este sendo o seu segundo título consecutivo.
Contudo, Rast não ficou para 2021, pois preferiu migrar para a Fórmula E em tempo integral, mas ele logo retornou à DTM em 2022, com a Audi e a equipe Abt Sportsline. Conquistou seis pódios, com um deles sendo a vitória na corrida 1 de Ímola, e terminou em terceiro na classificação final, atrás de Lucas Auer e de seu companheiro Sheldon van der Linde, campeão da temporada. Contudo, 2022 marcou a despedida de Rast da Audi, com ele encerrando uma parceria que durava doze anos.

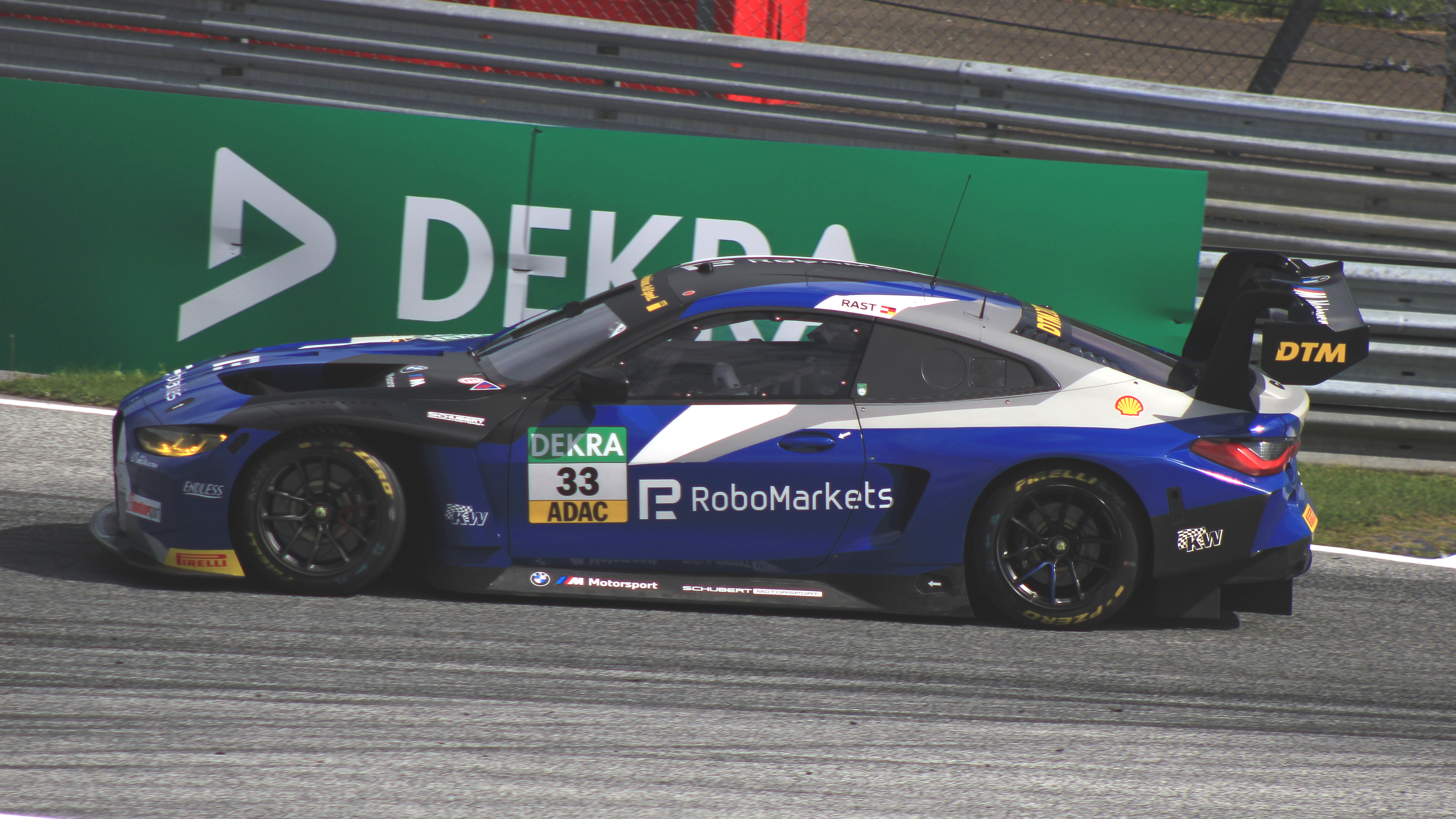
Rast na etapa de Spielberg da DTM de 2023

Para a temporada de 2023, ele passou a ser piloto da BMW, correndo pela equipe Schubert Motorsport ao lado de Van der Linde. A primeira pole de Rast em sua nova casa foi na corrida 2 de Norisring, onde ele foi ao pódio ao ser segundo nas duas provas, e no Red Bull Ring, ele conquistou sua primeira vitória pela equipe na corrida 2. Ao todo, foram quatro pódios, e Rast encerrou o ano em quinto lugar.

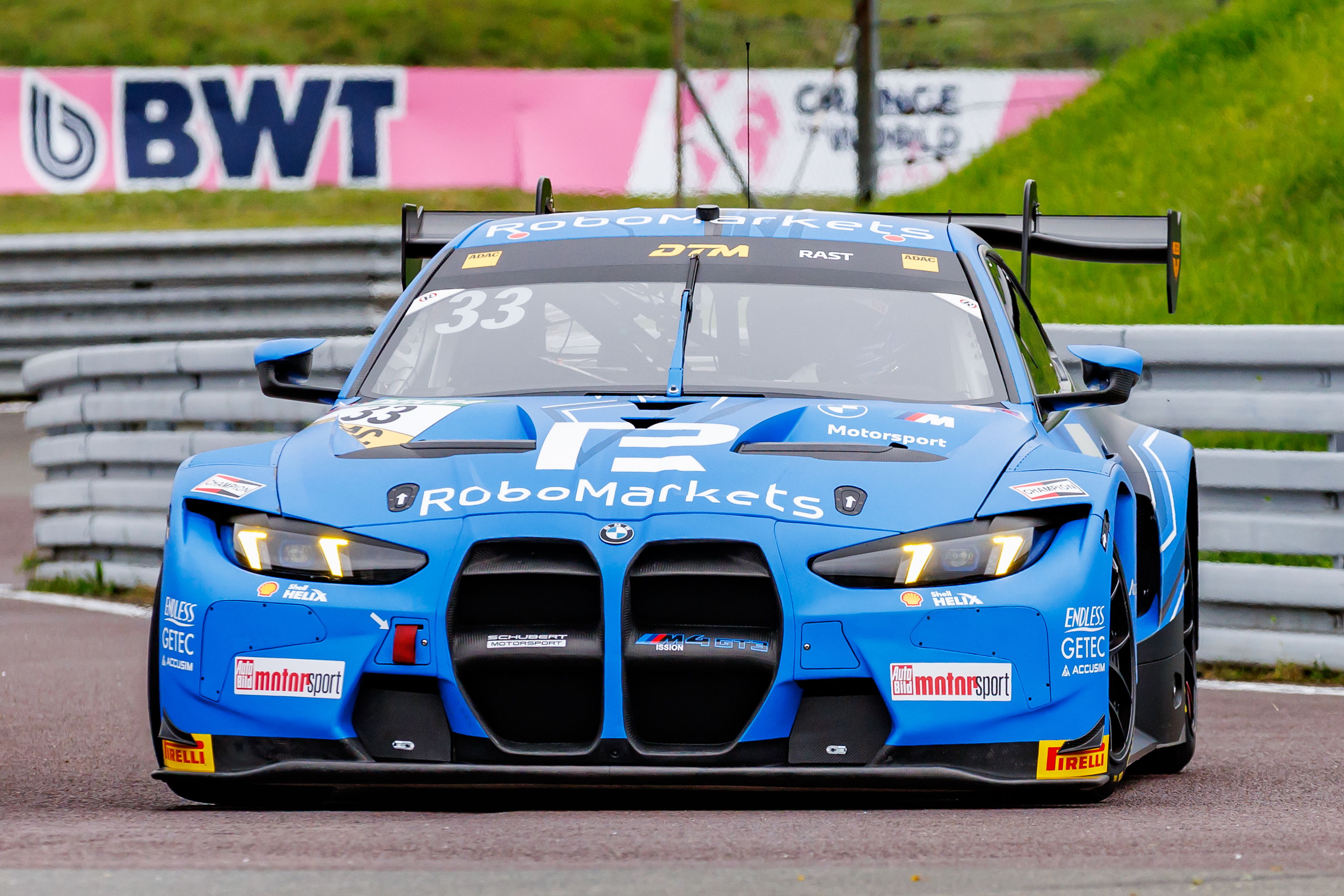
Rast durante a etapa de Oschersleben da DTM de 2025

Em 2024, foram mais quatro pódios, com dois deles sendo as vitórias em Norisring e no Red Bull Ring. Rast avançou para o quarto lugar, sendo o melhor piloto BMW do ano. Em 2025, Rast teve destaque na rodada dupla de Lausitz, onde conquistou seus primeiros pódios da temporada. Sua primeira vitória veio na rodada seguinte, em Zandvoort, durante a corrida 2, onde sua equipe fez dobradinha. Rast triunfou novamente na corrida 2 em Nürburgring, liderando mais uma dobradinha da BMW.

### Fórmula E
Rast estreou na Fórmula E na ePrix de Berlim de 2016, substituindo António Félix da Costa (que tinha um compromisso no DTM) na Team Aguri. Rast sofreu um toque de Bruno Senna na largada e não conseguiu terminar a prova.

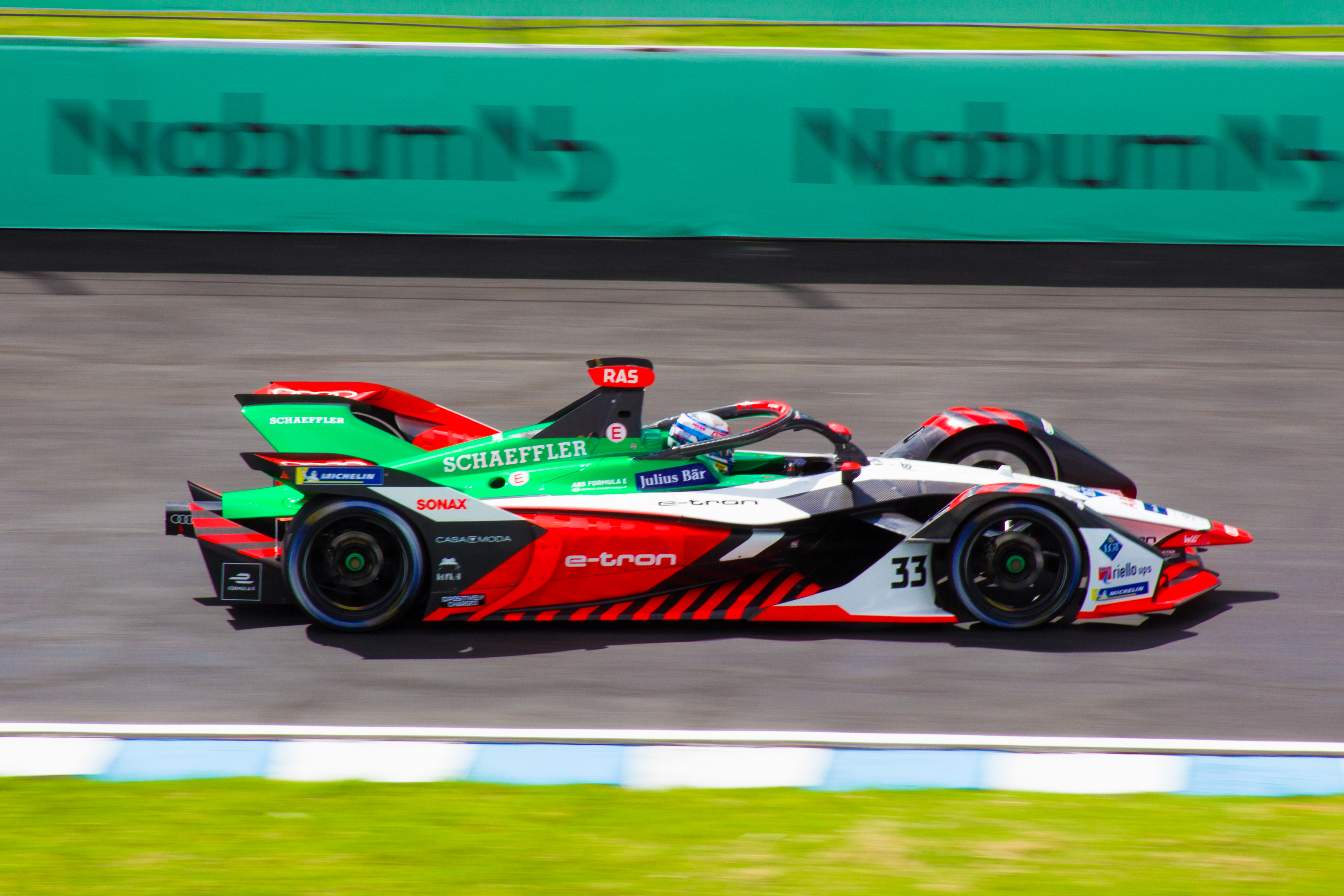
Rast durante o

Em junho de 2020, a equipe Audi Sport ABT Schaeffler anunciou a contratação de Rast como substituto de Daniel Abt para a disputa das três rodadas duplas que foram realizadas em Berlim como parte final da temporada de 2019–20. Pontuou pela primeira vez na corrida 1 ao ser décimo colocado, lucrando com a desclassificação de Maximilian Günther, mas seu melhor momento foi na rodada final, em que ele prevaleceu no duelo com André Lotterer para chegar em terceiro na quinta corrida realizada em Tempelhof, anotando seu primeiro pódio.
Rast permaneceu na equipe para a disputa da temporada de 2020–21, assim como seu companheiro Lucas Di Grassi. O alemão, que escolhera o número 33 para estampar seu carro, pontuou em dez das quinze etapas, tendo como ápice o segundo lugar na corrida 1 de Puebla, corrida em que a ABT fez dobradinha. Mas a ausência de vitórias o colocou na 13ª posição, mesmo com ele tendo conquistado os mesmos 78 pontos de Alex Lynn. Rast também perdeu o duelo interno da ABT, já que Di Grassi teve duas vitórias e foi sétimo colocado, somando nove pontos a mais que ele.

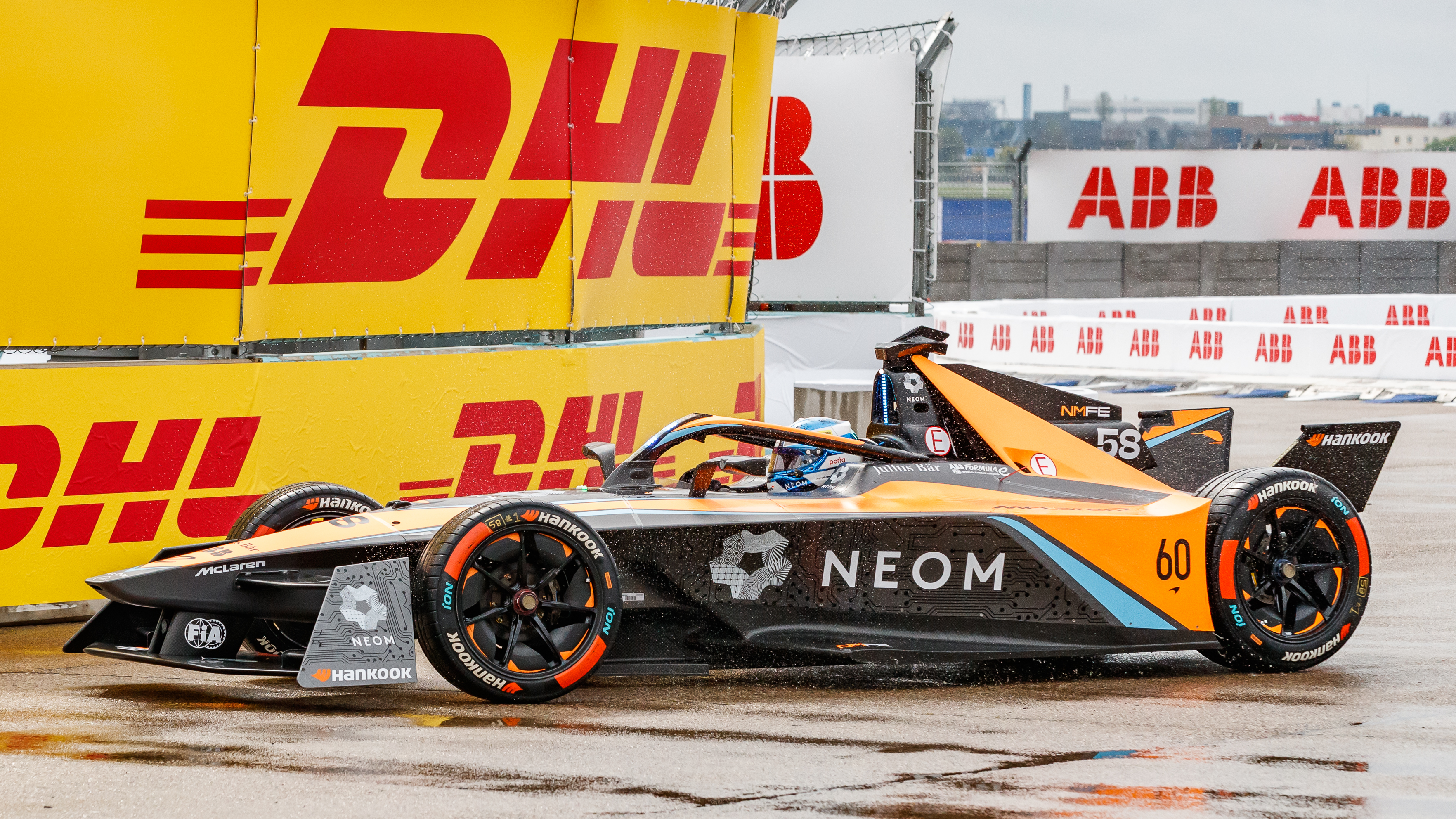
Rast durante o

Com a saída da Audi da Fórmula E ao final da temporada, Rast ficou sem vaga para 2021–22. Mas em 23 de agosto de 2022, foi anunciada sua contratação pela equipe NEOM McLaren Formula E Team para a disputa da temporada de 2022–23 da Fórmula E, ao lado de Jake Hughes. Rast conquistou o primeiro pódio da McLaren na categoria ao ser terceiro colocado em Daria, mas teve uma sequência negativa de dez provas sem pontuar, o que rendeu a Rast 40 pontos e o 13º lugar, uma posição abaixo de Hughes.
Assim, Rast deixou a McLaren ao final do ano, com Sam Bird sendo contratado para substituí-lo.